# دانشگاه ایندیانا ساوت بند
دانشگاه ایندیانا ساوت بند (IU South Bend) یک دانشگاه دولتی در ساوت بند، ایندیانا است.
دانشگاه ایندیانا در سال ۱۹۲۲ شروع به ارائه کلاس‌های آموزشی در ساوت بند به عنوان گسترش پردیس اصلی دانشگاه ایندیانا بلومینگتون کرد.